# Complex de llançament 40
El complex de llançament 40 (SLC-40), prèviament Launch Complex 40 (LC-40) és un conjunt de grans instal·lacions dins del Centre Espacial John F. Kennedy situat a Cap Canaveral, Florida (EUA).
La plataforma de llançament la va utilitzar les Forces Aèries dels Estats Units d'Amèrica per a 55 llançaments de Titan III i Titan IV entre 1965 i 2005.
Després de 2007, la Força Aèria dels EUA va arrendar el complex a SpaceX per llançar el coet Falcon 9.
A 2017, hi ha hagut 28 llançaments del Falcon 9 des del complex. El lloc va quedar molt malmès després de l'incident de setembre de 2016 amb l'Amos-6, a causa d'un error catastròfic durant una prova estàtica. El complex va ser reparat i va tornar al seu estat operatiu al desembre de 2017 per la missió CRS-13.